# Betriebshof R-4 Żoliborz

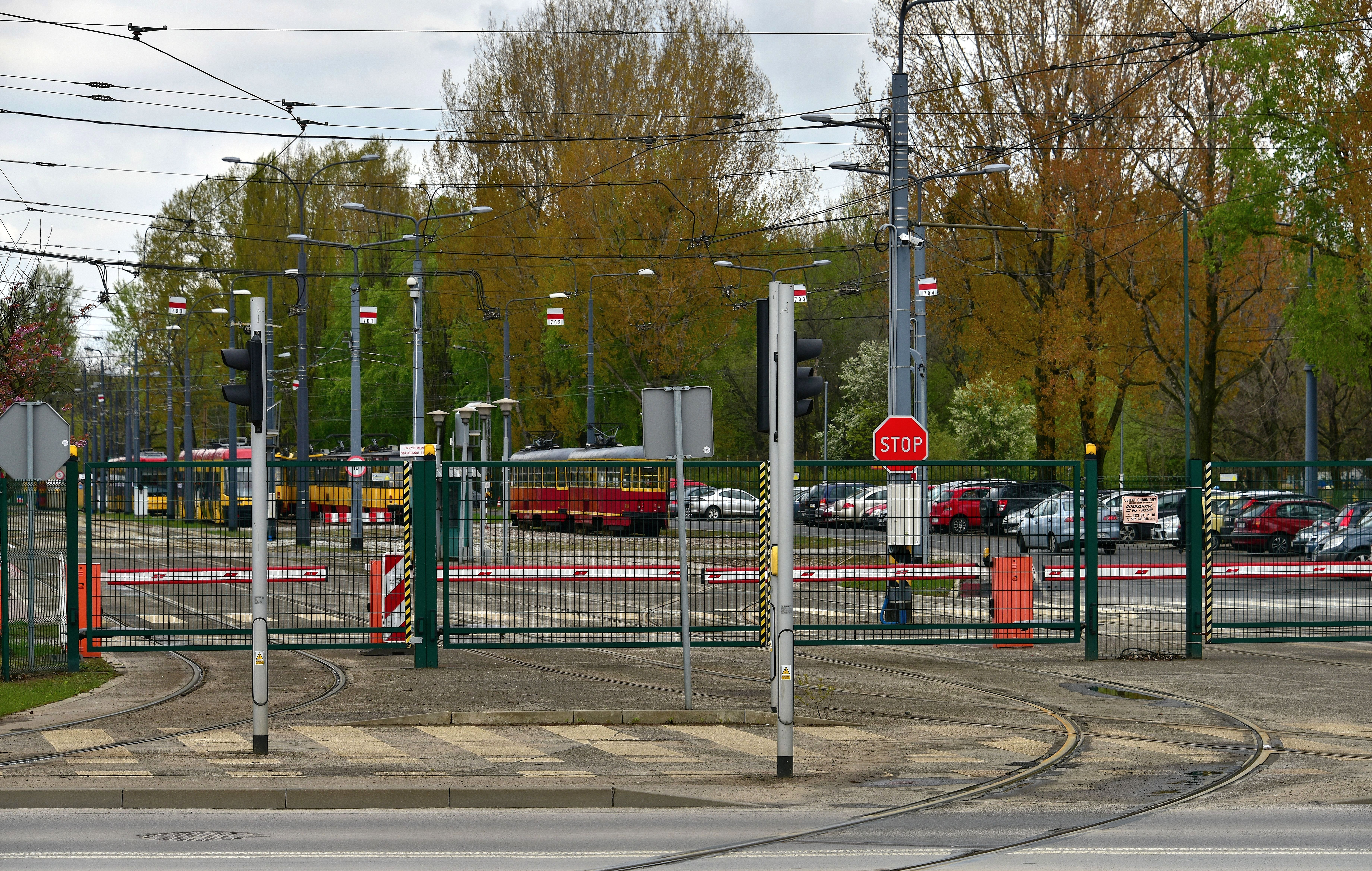
Zufahrt zur Anlage im Jahr 2017

Der Betriebshof R-4 Żoliborz der Warschauer Straßenbahn liegt im Stadtteil Młociny des Warschauer Bezirks Bielany an der Ulica Zgrupowania AK „Kampinos” 10; er wurde 1963 eröffnet. Aufgrund einer Neuordnung der Warschauer Bezirke liegt das Depot heute nicht mehr im Bezirk Żoliborz, der Name wurde allerdings nicht geändert. Die polnische Bezeichnung der Anlage lautet Zakład Realizacji Przewozów R-4 Żoliborz.

## Geschichte
Vor dem Zweiten Weltkrieg hatte ein Depot in Muranów in der Nähe des Stadtzentrums die nördlichen Straßenbahnlinien Warschaus versorgt. Dieses Depot war im Krieg zerstört worden, ein provisorisch eingerichteter Betriebshof an der Ulica Słowackiego konnte nicht erweitert werden. Da das Netz im Norden der Stadt stark ausgebaut werden sollte, entschloss man sich zum Bau in der Nähe des Warschauer Stahlwerks. Die neue Anlage wurde am 30. Juni 1963 eröffnet und zu Ehren von Stefan Ostrowski benannt, eines Straßenbahnangehörigen und Gewerkschaftsaktivisten der 1930er Jahre.
Das Depot erstreckt sich über eine Fläche von 10 Hektar, es verfügt über eine Zufahrt. Auf dem Depotgelände wurden zunächst zwei Hallen errichtet – eine sechsgleisige für die Abwicklung täglicher Wartungsarbeiten (36 × 100 Meter) und eine ebenfalls sechsgleisige, südlich gelegene Werkstatthalle (36 × 60 Meter). Beide Hallen sind eingeschossige Gebäude mit Backsteinfassaden und Oberlicht. Im Süden beider Hallen befand sich ein 20-gleisiger, nicht überdachter Abstellplatz (133 × 82 Meter). Anfang der 2010er wurden bei der Einführung von Zügen in Niederflurtechnik Änderungen an der Gleisanlage vorgenommen, dabei entstand ein weiterer Abstellplatz – wegen Platzmangels in Kreisform. 2013 wurde das 50-jährige Bestehen des Betriebshofes (gemeinsam mit dem 105. Geburtstag der Warschauer Straßenbahnen) im Rahmen eines Tages der offenen Tür gefeiert. Im Jahr 2015 wurden die Gebäude erheblich erweitert. Die beiden Althallen wurden verlängert und der Abstellplatz überdacht. Der Betriebshof war bis Oktober 2024 und der Eröffnung in Annopol das größte Straßenbahndepot Warschaus.

## Bestand
- Konstal 105Na – 123 Fahrzeuge
- Konstal 105Nb – 4 Fahrzeuge
- Konstal 105Nf – 4 Fahrzeuge
- Pesa Swing 120Na – 74 Fahrzeuge
- PESA 120Na DUO – 6 Fahrzeuge
- Pesa Jazz 128N – 15 Fahrzeuge

Gesamtbestand: 226 Fahrzeuge